# 布帝耳神
布帝耳神（フテミミ）は、日本神話に登場する女神。

## 概要
『古事記』において淤美豆奴神の妻として登場する。粟鹿神社の書物『粟鹿大明神元記』には布弖弥美と記述されている。
この神は天之冬衣神（衣類の神）の母神であることや、親神の布怒豆怒神を衣類の繊維材料の神と想定する説から、衣に関係のある神と考えられる。「フテ」の語義は未詳で、「フノヅノ」の「フノ」からの転かとする説がある。「耳」は神霊の意の「霊」を重ねた語と解される。また、誤写による神名と見なし、布の帯を神格化した神で、元は「布帯御霊（ヌノオビミミ）」と呼ばれていたのが漢字表記が誤写されて神名として定着したのが『古事記』に受け継がれたものとする説がある。

## 系譜

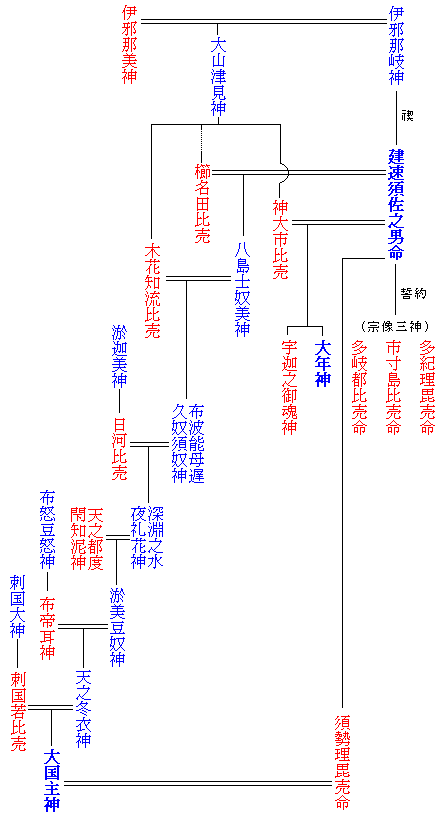
須佐之男命から大国主神までの系図（『古事記』による）。青は男神、赤は女神

布怒豆怒神の娘で、淤美豆奴神との間に天之冬衣神を生む。

## 祀る神社
- 長浜神社（島根県出雲市西園町上長浜） - 配祀